# Asplenium warburgianum
Asplenium warburgianum là một loài dương xỉ trong họ Aspleniaceae. Loài này được Christ in Warb. mô tả khoa học đầu tiên năm 1900.
Danh pháp khoa học của loài này chưa được làm sáng tỏ. 